# Wiaczesław Plehwe
Wiaczesław Konstantynowicz von Plehwe ros. Вячеслав Константинович фон Плеве, (ur. 8 kwietnia?/20 kwietnia 1846 w Mieszczowsku, zm. 16 lipca?/29 lipca 1904 w Petersburgu) – rosyjski arystokrata pochodzenia niemieckiego, rosyjski urzędnik państwowy, minister spraw wewnętrznych Cesarstwa Rosyjskiego i szef tajnej policji politycznej.

## Życiorys
Pochodził ze szlacheckiej rodziny niemieckiej wyznania luterańskiego. W młodości dokonał konwersji najpierw na katolicyzm, a następnie na prawosławie. Swoje pochodzenie przez całe życie ukrywał, co sprawiło, że za życia uważano go za Łotysza lub Polaka. Jego rodzina żyła w guberni kałuskiej, po czym przeniosła się do Warszawy, gdzie przyszły polityk rozpoczął naukę w gimnazjum, ukończył je jednak w Kałudze. W 1867 ukończył prawo na Uniwersytecie Moskiewskim. Po studiach został praktykantem w sądzie okręgowym w Moskwie, już po roku awansując na stanowisko sekretarza sądu okręgowego we Włodzimierzu, a następnie kolejno na wiceprokuratora sądu okręgowego w Tule, prokuratora gubernialnego w Wołogdzie, prokuratora sądu okręgowego w tymże mieście, wiceprokuratora trybunału sądowego w Warszawie, wreszcie w 1880 prokuratora w Moskwie. Po zamachu Stiepana Chałturina na petersburski Pałac Zimowy referował przed carem Aleksandrem II postępy śledztwa, zaś po zabójstwie cara w marcu 1881 kierował nim.
15 kwietnia 1881 został nominowany na dyrektora Departamentu Policji. W 1884 został senatorem, rok później był już wiceministrem spraw wewnętrznych, w 1894 - kierownikiem Kancelarii państwowej. Dwa lata później został sekretarzem stanu, zaś w 1900 - sekretarzem stanu Wielkiego Księstwa Finlandzkiego (po roku sprawowania tychże zadań jako p.o.). Jego nominacja, równoczesna z wyznaczeniem Nikołaja Bobrikowa na generał-gubernatora Finlandii, zapoczątkowała szeroko zakrojoną rusyfikację Finlandii.
4 kwietnia 1902, po zamordowaniu Dmitrija Sipiagina przez członka Organizacji Bojowej eserowców Stiepana Bałmaszowa, został ministrem spraw wewnętrznych i szefem Samodzielnego Korpusu Żandarmów.
Zdaniem Bazylowa Plehwe nie miał oryginalnego programu politycznego, lecz stawiał przed sobą jedynie zadanie zwalczania wszystkich wrogów samodzierżawia (ruchu robotniczego, ruchów chłopskich). Ograniczał swobodę działania ziemstw i zainicjował konfiskatę majątku Kościoła ormiańskiego. Jak pisze ten sam autor

Przyznawał on niejednokrotnie (...), że głównym zadaniem jest zdecydowana walka z "konstytucyjną smutą", która stanowi - jego zdaniem - najgroźniejszą chorobę współczesnego życia społecznego

Dostrzegając zachodzące w społeczeństwie przemiany, uważał, że aparat władzy carskiej musi odpowiednio na nie zareagować, modyfikując swoje mechanizmy działania, nie podważając przy tym samej idei samowładztwa carskiego.
Działalność Plehwego sprawiła, że stał się on osobą powszechnie znienawidzoną. Zginął w 1904 w zamachu bombowym Jegora Sazonowa, zorganizowanym przez Organizację Bojową eserowców.